# Меланхолија (филм из 2011)
Меланхолија (енгл. Melancholia, дан. Melancholia) је апокалиптични драмски уметнички филм из 2011. године, који је написао и режирао Ларс фон Трир, а главне улоге тумаче Кирстен Данст, Шарлот Гензбур и Кифер Сатерленд, са Александром Скарсгардом, Брејди Корбетом, Камероном Спур. Удо Кир у споредним улогама. Филмска прича врти се око две сестре, од којих се једна удаје непосредно пре него што се егзопланета спрема да се судари са Земљом.
Дана 18. маја 2011, Меланхолија је премијерно приказана на 64. Канском филмском фестивалу, где је примљена са похвалама критике. Данст је добила фестивалску награду за најбољу глумицу за свој наступ, што је било уобичајено подручје хвале међу критичарима. Иако има негативних коментара, многи критичари и филмски научници сматрају да је филм ремек-дело; од тада је представљен на више листа најбољих филмова 2011, најбољих филмова 2010-их и најбољих филмова 21. века.

## Радња
Серија из снова приказује успорене снимке главних ликова, коња који се руши, птица које падају и слике Земље која се судара са егзопланетом.

### Први део: Џастин
Сан припада Џастин, која се удаје за Мајкла у замку у власништву њеног зета Џона и њене сестре Клер. Џастин и Мајкл касне на пријем због тешкоће њихове лимузине да пређу уски и кривудави сеоски пут. По њиховом доласку, Џастин види звезду на небу која сија сјајно. Џон, ентузијаста астрономије, објашњава да је то звезда Антарес. Свечаности су мање него хармоничне; Џастинини разведени родитељи, Габи и Декстер, свађају се пред гостима, а Џастин, љута на Џона и Клер љутњу, одлази. Џастинин послодавац Џек, који најављује њено унапређење у уметничког директора своје рекламне фирме, очекује од ње да напише слоган за нову кампању током прославе. Џастин се нађе гурнута у улогу коју су јој други изабрали и поново пада у депресију од које већ дуго пати. Пред крај забаве, која траје до раних јутарњих сати, она напушта посао због свађе и отказује брак са Мајклом, којег је преварила раније увече са младим колегом којег је Џек ангажовао. Рано следећег јутра, док је јахала са Клер, Џастин примећује да Антарес више није видљив на небу.

### Други део: Клер
Џастин се враћа кући са Клер, али још више тоне у депресију и враћа се назад на имање Џона и Клер, где се бори да изађе из кревета и не може да једе. Према Џону, Антаресово одсуство је последица одметничке планете „Меланхолије“. Планета се појавила иза Сунца и прошла испред Антареса. Џон најављује да ће, према прорачунима научника, Меланхолија проћи у непосредној близини Земље, али се неће сударити са њом. Клер са зебњом гледа Меланхолијин пут на интернету, сазнајући за предвиђени судар са Земљом. Џон покушава да је смири, али тајно обезбеђује храну и бензин. У погледу планете која се приближава, Клер све више губи присебност, док Џастин жуди за смаком света и ноћу се гола „сунча“ у сјају планете.
Чудни предзнаци се гомилају у данима који следе. У замку нестаје струја, батлер не долази на посао, коњи у штали су немирни, а време се нередовито мења. Меланхолија у почетку лети поред Земље, наизглед оправдавајући Џона. Меланхолија тада прелази Земљину орбиту други пут, међутим, сада се креће директно ка Земљи. Након овог открића, Џон је извршио самоубиство предозирајући се пилулама. Клер крије његову смрт од породице и покушава да побегне са сином Леом, али аутомобили не могу да се покрену. Џастин одбија да своје последње тренутке проведе са Клер на тераси уз светлост свећа и вина. Уместо тога, Џастин смирује Леа предлажући да од грана изграде „магичну пећину“. Нешто пре судара, Џастин, Клер и Лео седе испод „пећине” и држе се за руке. Меланхолија се коначно судара са Земљом, гутајући њих и све остало у мору пламена док се земља разбија на милијарду комада.

## Улоге
| Улога                       | Глумац/глумица       |
| --------------------------- | -------------------- |
| Јустин                      | Кирстен Данст        |
| Клер                        | Шарлот Гензбур       |
| Мајкл                       | Александер Скарсгорд |
| Џон                         | Кифер Садерланд      |
| Лео                         | Камерун Спур         |
| Геби, мајка Јустин и Клер   | Шарлот Ремплинг      |
| Декстер, отац Јустин и Клер | Џон Херт             |
| Батлер                      | Јеспер Кристенсен    |
| Џек, шеф од Јустин          | Стелан Скарсгорд     |
| Тим                         | Брејди Корбет        |
| Планер венчања              | Удо Кир              |

## Продукција

### Инспирација
Фон Трирова почетна инспирација за филм дошла је из депресивне епизоде коју је имао. Филм је данска продукција Зентропе, са међународним копродуцентима у Данској, Шведској, Француској и Немачкој. Снимање је одржано у Шведској. Меланхолија је истакнута музиком из увода опером Рихарда Вагнера Тристан и Изолда (1857–1859). То је други запис у фон Трировој незванично названој „Трилогији о депресији“, којој претходи Антихрист, а затим Нимфоманка.
Идеја за филм је настала током терапије којој је Ларс фон Трир присуствовао током лечења депресије. Терапеут је рекао фон Триру да депресивни људи имају тенденцију да се понашају смиреније од других под великим притиском, јер већ очекују да ће се лоше ствари десити. Фон Трир је затим развио причу не првенствено као филм катастрофе, и без икакве амбиције да реалистично прикаже астрофизику, већ као начин да се испита људску психу током катастрофе.

### Теме
Постер користи двоструки приступ који исплаћује дивиденде. На први поглед изгледа да је то класичан снимак са венчања: прелепа (иако помало интензивног изгледа) невеста у белој хаљини без бретела привија цвеће на грудима, снимљена у скупом, сјајном високом контрасту, слика самог Фон Трира као да је устукнула из његове чудне редитељске изјаве у којој је изразио страх да је снимио „женски филм“ и признао „пораз до најнижег кинематографског заједничког имениоца“. „Овај филм је опасно близак естетици америчких мејнстрим филмова“, рекао је он на другим местима. „Једини искупљујући фактор у вези с тим, могли бисте рећи, је крај света.
У својој употреби слике Офелије, дакле, и начина на који приморава гледаочеве очи да стрмоглаве, дезоријентисане, с једног дела слике на други, неспособан да је схвати као целину, као код Ешеровог отиска, плакат јер Меланхолија успева да споји многе главне теме филма – брак, депресију, смрт (смак света), нелагодност, отуђење.

## Награде
| Година | Фестивал                              | Категорија                                                                  | Резултат | Извор |
| ------ | ------------------------------------- | --------------------------------------------------------------------------- | -------- | ----- |
| 2011   | Кански филмски фестивал               | Награда Канског филмског фестивала за најбољу глумицу - Кирстен Данст       | Победа   |       |
| 2011   | Европске филмске награде              | Најбољи филм, најбоља кинематографија, најбољи дизајн                       | Победа   | [ 7 ] |
| 2011   | Национално друштво филмских критичара | Најбољи филм, најбоља глумица                                               | Победа   | [ 8 ] |
| 2011   | Награде ААКТА                         | Најбољи међународни филм, најбољи правац, најбоља глумица, најбољи сценарио | Победа   | [ 9 ] |